# Gibson, North Carolina
Gibson är en ort i Scotland County i North Carolina. Orten fick sitt namn efter postmästaren Noah Gibson. Enligt 2010 års folkräkning hade Gibson 540 invånare.